# Nature morte au chérubin et au lapin
Nature morte au chérubin et au lapin, ou Nature more avec putto et lapin, est un tableau réalisé par le peintre autrichien Oskar Kokoschka en 1913-1914. Conservée à la Kunsthaus de Zurich, en Suisse, cette huile sur toile expressionniste représente un félin rayé qui pourrait être un chat ou un jeune tigre tournant la tête vers un lapin et un chérubin, le premier derrière lui et le second sur le bord gauche de la composition. Ce faisant, l'œuvre s'apparente davantage à une peinture animalière qu'à la nature morte annoncée par le titre, et elle demeure en tout cas difficile à interpréter, au-delà de l'empunt manifeste qu'elle fait au Lièvre d'Albrecht Dürer. On peut néanmoins l'envisager comme une allégorie d'un avortement récent d'Alma Mahler, le putto figurant l'enfant qui ne naîtra pas, conçu avec l'artiste.